# 華北産業科学研究所
華北産業科学研究所（かほくさんぎょうかがくけんきゅうしょ）は1936年に大日本帝国外務省対支文化事業部が中華民国・北平市に設置した農業・林業・畜産業の研究機関。日本国内の農事試験場同様、総合的な農学・農業技術・獣医学の研究を行うとともに、優良品種の増殖配布事業、農業技術員の養成なども行っていた。

## 組織構成
- 耕種科
- 農林化学科
- 病虫科
- 農業水利科
- 林業科
- 畜産科
- 家畜防疫科
- 農業技術訓練部

## 所有施設
- 北京本場
- 石門支場
- 軍糧城支場
- 済南支場
- 青島支場
- 昌黎分場
- 済寧試験地
- 保定原種圃
- 邯鄲原種圃
- 唐山原種圃
- 徳県原種圃
- 泰安原種圃
- 張店原種圃
- 城陽原種圃
- 臨清原種圃
- 辛集原種圃
- 臨汾原種圃

## 主要出版物
- 『国民政府ノ農業政策』、1937年
- 『支那ニ於ケル農業試験研究機関』、1937年
- 『山東省羊毛ニ関スル調査』、1938年
- 『山東省ノ獣疫ニ関スル調査』、1938年
- 『山東省の造林状況』、1939年
- 『山西省農業事情調査報告書』、1939年
- 『北京四郊に於ける養鶏経営状況・鶏の種類及形質調査報告書』、1940年
- 『北支蒙疆農園芸作物病害調査報告』、1941年
- 『山東省ノ特用林産物 : 特ニ膠済沿線ヲ中心トシテ』、1941年
- 『山東省ノ土壤』、1941年
- 『北支の造林樹木』、1942年
- 『北支蒙疆麻類調査』、1942年
- 『中国北部及西北部の土壤』、1942年
- 『河北省定県土壤調査報告』、1942年
- 『中国ノ土壤』、1942年